# J. Proctor Knott
James Proctor Knott (29 de agosto de 1830-18 de junho de 1911) foi um político dos Estados Unidos, 29º governador do Kentucky, com mandato de 1883 a 1887, também foi membro da câmara de representantes dos U.S. pelo Kentucky. Nascido neste estado, ele mudou-se para o Missouri em 1850 e começou sua carreira política lá. Ele serviu como procurador-geral do Missouri de 1859 a 1861, quando preferiu renunciar ao invés de apenas fazer juramento de fidelidade ao governo federal antes da eclosão da Guerra Civil.
Knott foi expulso e preso por sua recusa a prestar o juramento de fidelidade. Ele voltou para Kentucky em 1863 e foi eleito para a Câmara dos representantes. Em 1871 ele fez um discurso notável, ridicularizando um projeto de lei para subsidiar a expansão para o oeste da rede ferroviária. No discurso ele satirizou a remota cidade de Duluth de Minnesota. O discurso de Duluth eventualmente foi reimpresso em várias publicações e trouxe aclamação nacional de Knott. Ele não se recandidatou em 1871, preferindo candidatar-se para o cargo de governador, porém não foi bem sucedido. Em 1875 ele voltou para a câmara e serviu como presidente da comissão do poder judiciário.
Em 1883 Knott deixou o Congresso e fez uma candidatura bem sucedida para governador. Ele garantiu grandes reformas na educação, mas não obteve sucesso na busca da reforma tributária. Após seu mandato como governador, ele foi um delegado à convenção constitucional do estado em 1891. Em 1892 tornou-se professor na faculdade Centre College em Danville no Kentucky e ajudou organizar a faculdade de direito em 1894. Ele serviu como reitor da faculdade de direito até que uma doença o obrigou a se aposentar em 1902. Ele morreu em sua casa em Lebanon no Kentucky, em 18 de junho de 1911.

## Início da vida
J. Proctor Knott nasceu em Raywick, Condado de Marion no Kentucky em 29 de agosto de 1830. Seus pais foram Joseph Percy e Maria Irvine (McElroy) Knott. Ele foi educado por seu pai desde tenra idade e estudou em escola pública nos Condados de Marion e Shelby. Em 1846 ele começou a estudar direito. Em maio de 1850 mudou-se para Memphis, Missouri, onde foi admitido para advocacia, iniciando em 1851. Ele também atuou junto ao tribunal geral e nos administrativos dos condados.
Knott casou com Mary E. Forman em 17 de novembro de 1852. Forman morreu durante o nascimento do primeiro filho do casal, em agosto de 1853. Em 14 de Janeiro de 1858 Knott casou com sua prima, Sarah R. McElroy.

## Carreira política
A carreira política de Knott começou em 1857, quando foi eleito para representar o Condado de Scotland na câmara dos representantes do Missouri. Ele serviu como presidente da comissão do poder judiciário e realizou as audiências de cassação contra o juiz Albert Jackson. Knott renunciou seu lugar na Assembleia Legislativa em agosto de 1858, para aceitar a nomeação pelo Governador Robert M. Stewart para preencher o mandato restante do procurador-geral do Missouri, Efraim B. Ewing. Em 1860, foi eleito para um mandato completo como procurador-geral.
Em Janeiro de 1861 o Missouri chamou uma Convenção para determinar se seguiria o exemplo de outros Estados pró-escravidão e separar-se da União. Knott foi simpático à causa do Sul, mas opôs-se a métodos dos separatistas. A posição Unionista venceu a Convenção por uma maioria de 80.000 votos. Knott renunciou ao cargo de procurador-geral, ao invés de fazer o juramento de fidelidade exigido pelo governo federal. Como resultado de sua recusa, ele foi expulso das práticas legais no estado de Missouri e preso por um curto período de tempo.

### Atuação na câmara dos representantes do Estados Unidos
Em 1863 Knott voltou para Kentucky e reabriu sua prática jurídica no Condado de Lebanon. Foi eleito pelo partido democrático para a Câmara dos representantes em 1867. Como legislador opôs-se a proposta de reconstrução dos republicanos radicais e a ratificação das alterações da 14ª e 15ª emendas constitucionais. Ele foi reeleito para um segundo mandato, mas não se recandidatou em 1870.
A ação mais notável de Knott como legislador ocorreu perto do final de seu primeiro mandato no Congresso. Em 27 de Janeiro de 1871 ele fez um discurso satírico, ridicularizando um projeto de lei que teria fornecido cinquenta e sete concessões de terra e concessões financeiras para as estradas de ferro continuarem sua expansão para o oeste. No discurso Knott apontou a Bayfield and St. Croix Railroad's pela linha proposta de St. Croix River até Duluth em Minnesota para fazer seu terminal. Ele ridicularizou o afastamento da cidade e a necessidade de uma estrada de ferro, ele repetidamente apontava um mapa e perguntava onde Duluth estava localizada. Após o discurso, o projeto de lei da estrada de ferro foi esquecido e o Congresso adiou indefinidamente.
O discurso de Knott, conhecido como Duluth! or The Untold Delights of Duluth, trouxe aclamação nacional e cópias do discurso foram reimpressas e distribuídas. Os residentes de Duluth aparentemente não ficaram constragidos pelo discurso, estendendo uma oferta para Knott visitar a cidade. Knott aceitou a oferta em 1891. Em 1894, uma cidade perto de Duluth foi incorporada como "Proctorknott", em 1904 ela adotou o seu nome atual que é Proctor, em Minnesota.
Em 1871 Knott fez uma tentativa mal sucedida para se tornar governador do Kentucky, perdeu a indicação democrata para Preston Leslie. Foi reeleito para a Câmara dos representantes em 1875, exerceu quatro mandatos consecutivos. Ele presidiu o comitê judiciário da câmara em seus três primeiros mandatos. Em 1876 foi nomeado um dos encarregados do processo de impeachment contra o ex-Secretário de guerra William W. Belknap.

## Governador de Kentucky
Knott foi um dos candidatos que procurou a indicação democrata para governador em 1883. Outros candidatos proeminentes incluíam o congressista Thomas Laurens Jones, da antiga Confederação Geral Simon Bolivar Buckner, o juiz John S. Owsley e o prefeito de Louisville Charles Donald Jacob. A votação começou em 16 de maio de 1883, com Jones como preferencial, mas incapaz de garantir uma maioria. Depois de quatro sufrágios, Jacob retirou o seu nome, então Knott assumiu a liderança. No dia seguinte, Owsley abandonou a votação e Knott ampliou a sua liderança. Embora Buckner continuasse na cédula de votação, a disputa era entre Jones e Knott. Delegados do Condado de Owen aderiram ao Knott, então outros condados logo seguiram o exemplo. Jones se retirou e Knott foi indicado por unanimidade.
Na eleição geral, Knott derrotou o republicano Thomas Z. Morrow por uma vantagem aproximada de 45.000 votos. Durante seu mandato, ele pediu ao legislativo para proceder uma profunda reforma no sistema de impostos do Estado, mas a resposta dos legisladores restringiu-se na criação de uma câmara de equidade, que tinha a finalidade de fazer avaliações de imposto justo. O legislativo também se recusou a conceder para Comissão de estrada de Ferro todos os poderes solicitados por Knott.
Iniciativas mais bem sucedidas de Knott foram na área da educação. Sob sua liderança, o estado estabeleceu uma escola de formação de professores para os negros em Frankfort e criou a organização de professores estaduais. A nova legislação estabelecia, na maioria pela primeira vez na história do Estado, os deveres e responsabilidades de educadores, administradores e conselhos escolares.
Knott teve grandes dificuldades em dissuadir a criminalidade. Apesar das rivalidades que mantinham revoltas no estado, incluindo uma que durou vários anos no Condado de Rowan, Knott recusou-se a reconhecer a ilegalidade como um problema. A superpopulação das prisões levou Knott utilizar o poder de indulto liberalmente. O legislativo aprovou a construção da penitenciária do estado de Kentucky em Eddyville, mas foi seu antecessor, Luke P. Blackburn, que lançou a maioria das bases para este projeto.

## Últimos anos e morte
Após seu mandato como governador, Knott continuou a advocacia em Frankfort. Ele recusou duas nomeações diferentes que lhe foram oferecidas pelo presidente Grover Cleveland. A primeira era para se tornar governador territorial do Havaí, a outra foi uma nomeação para a comissão de comércio interestadual. Knott atuou como um assistente especial do procurador-geral do Kentucky em 1887 e 1888, então em 1891, foi escolhido como um delegado à convenção constitucional do estado.
Knott tornou-se professor de educação cívica e de economia na Centre College em Danville no Kentucky, em 1892. Em 1894 Knott e o diretor do Centre College William C. Young organizaram um departamento de direito na faculdade. Knott se tornou o primeiro diretor do departamento. Uma doença o obrigou a se aposentar em 1902. Ele morreu em Lebanon, em 18 de junho de 1911 e foi enterrado no cemitério de Ryder no Lebanon. O Condado de Knott foi fundado em 1884 e assim nomeado em sua homenagem.

## Antepassados
|  |                             |  |  |  |  |  |  |  |  |  |  |  |  |  |  |  |
|  | 16. Thomas Knott            |  |  |  |  |  |  |  |  |  |  |  |  |  |  |  |
|  |                             |  |  |  |  |  |  |  |  |  |  |  |  |  |  |  |
|  |                             |  |  |  |  |  |  |  |  |  |  |  |  |  |  |  |
|  | 8. Thomas Percy Knott       |  |  |  |  |  |  |  |  |  |  |  |  |  |  |  |
|  |                             |  |  |  |  |  |  |  |  |  |  |  |  |  |  |  |
|  |                             |  |  |  |  |  |  |  |  |  |  |  |  |  |  |  |
|  | 17.                         |  |  |  |  |  |  |  |  |  |  |  |  |  |  |  |
|  |                             |  |  |  |  |  |  |  |  |  |  |  |  |  |  |  |
|  |                             |  |  |  |  |  |  |  |  |  |  |  |  |  |  |  |
|  | 4. Thomas Percy Knott       |  |  |  |  |  |  |  |  |  |  |  |  |  |  |  |
|  |                             |  |  |  |  |  |  |  |  |  |  |  |  |  |  |  |
|  |                             |  |  |  |  |  |  |  |  |  |  |  |  |  |  |  |
|  | 18.                         |  |  |  |  |  |  |  |  |  |  |  |  |  |  |  |
|  |                             |  |  |  |  |  |  |  |  |  |  |  |  |  |  |  |
|  |                             |  |  |  |  |  |  |  |  |  |  |  |  |  |  |  |
|  | 9. Jane Hart                |  |  |  |  |  |  |  |  |  |  |  |  |  |  |  |
|  |                             |  |  |  |  |  |  |  |  |  |  |  |  |  |  |  |
|  |                             |  |  |  |  |  |  |  |  |  |  |  |  |  |  |  |
|  | 19.                         |  |  |  |  |  |  |  |  |  |  |  |  |  |  |  |
|  |                             |  |  |  |  |  |  |  |  |  |  |  |  |  |  |  |
|  |                             |  |  |  |  |  |  |  |  |  |  |  |  |  |  |  |
|  | 2. Joseph Percy Knott       |  |  |  |  |  |  |  |  |  |  |  |  |  |  |  |
|  |                             |  |  |  |  |  |  |  |  |  |  |  |  |  |  |  |
|  |                             |  |  |  |  |  |  |  |  |  |  |  |  |  |  |  |
|  | 20. William Ray             |  |  |  |  |  |  |  |  |  |  |  |  |  |  |  |
|  |                             |  |  |  |  |  |  |  |  |  |  |  |  |  |  |  |
|  |                             |  |  |  |  |  |  |  |  |  |  |  |  |  |  |  |
|  | 10. Joseph Ray              |  |  |  |  |  |  |  |  |  |  |  |  |  |  |  |
|  |                             |  |  |  |  |  |  |  |  |  |  |  |  |  |  |  |
|  |                             |  |  |  |  |  |  |  |  |  |  |  |  |  |  |  |
|  | 21. Anne Poutney            |  |  |  |  |  |  |  |  |  |  |  |  |  |  |  |
|  |                             |  |  |  |  |  |  |  |  |  |  |  |  |  |  |  |
|  |                             |  |  |  |  |  |  |  |  |  |  |  |  |  |  |  |
|  | 5. Frances Ray              |  |  |  |  |  |  |  |  |  |  |  |  |  |  |  |
|  |                             |  |  |  |  |  |  |  |  |  |  |  |  |  |  |  |
|  |                             |  |  |  |  |  |  |  |  |  |  |  |  |  |  |  |
|  | 22. John Sheckles           |  |  |  |  |  |  |  |  |  |  |  |  |  |  |  |
|  |                             |  |  |  |  |  |  |  |  |  |  |  |  |  |  |  |
|  |                             |  |  |  |  |  |  |  |  |  |  |  |  |  |  |  |
|  | 11. Mary Sheckles           |  |  |  |  |  |  |  |  |  |  |  |  |  |  |  |
|  |                             |  |  |  |  |  |  |  |  |  |  |  |  |  |  |  |
|  |                             |  |  |  |  |  |  |  |  |  |  |  |  |  |  |  |
|  | 23. Frances Birkhead        |  |  |  |  |  |  |  |  |  |  |  |  |  |  |  |
|  |                             |  |  |  |  |  |  |  |  |  |  |  |  |  |  |  |
|  |                             |  |  |  |  |  |  |  |  |  |  |  |  |  |  |  |
|  | 1. James Proctor Knott      |  |  |  |  |  |  |  |  |  |  |  |  |  |  |  |
|  |                             |  |  |  |  |  |  |  |  |  |  |  |  |  |  |  |
|  |                             |  |  |  |  |  |  |  |  |  |  |  |  |  |  |  |
|  | 24. James McElroy           |  |  |  |  |  |  |  |  |  |  |  |  |  |  |  |
|  |                             |  |  |  |  |  |  |  |  |  |  |  |  |  |  |  |
|  |                             |  |  |  |  |  |  |  |  |  |  |  |  |  |  |  |
|  | 12. Samuel McElroy          |  |  |  |  |  |  |  |  |  |  |  |  |  |  |  |
|  |                             |  |  |  |  |  |  |  |  |  |  |  |  |  |  |  |
|  |                             |  |  |  |  |  |  |  |  |  |  |  |  |  |  |  |
|  | 25. Sarah McCune            |  |  |  |  |  |  |  |  |  |  |  |  |  |  |  |
|  |                             |  |  |  |  |  |  |  |  |  |  |  |  |  |  |  |
|  |                             |  |  |  |  |  |  |  |  |  |  |  |  |  |  |  |
|  | 6. William Edwin McElroy    |  |  |  |  |  |  |  |  |  |  |  |  |  |  |  |
|  |                             |  |  |  |  |  |  |  |  |  |  |  |  |  |  |  |
|  |                             |  |  |  |  |  |  |  |  |  |  |  |  |  |  |  |
|  | 26. John Irvine             |  |  |  |  |  |  |  |  |  |  |  |  |  |  |  |
|  |                             |  |  |  |  |  |  |  |  |  |  |  |  |  |  |  |
|  |                             |  |  |  |  |  |  |  |  |  |  |  |  |  |  |  |
|  | 13. Mary Irvine             |  |  |  |  |  |  |  |  |  |  |  |  |  |  |  |
|  |                             |  |  |  |  |  |  |  |  |  |  |  |  |  |  |  |
|  |                             |  |  |  |  |  |  |  |  |  |  |  |  |  |  |  |
|  | 27. Mary Boyd               |  |  |  |  |  |  |  |  |  |  |  |  |  |  |  |
|  |                             |  |  |  |  |  |  |  |  |  |  |  |  |  |  |  |
|  |                             |  |  |  |  |  |  |  |  |  |  |  |  |  |  |  |
|  | 3. Maria Irvine McElroy     |  |  |  |  |  |  |  |  |  |  |  |  |  |  |  |
|  |                             |  |  |  |  |  |  |  |  |  |  |  |  |  |  |  |
|  |                             |  |  |  |  |  |  |  |  |  |  |  |  |  |  |  |
|  | 28. Thomas Cleland          |  |  |  |  |  |  |  |  |  |  |  |  |  |  |  |
|  |                             |  |  |  |  |  |  |  |  |  |  |  |  |  |  |  |
|  |                             |  |  |  |  |  |  |  |  |  |  |  |  |  |  |  |
|  | 14. Philip Cleland          |  |  |  |  |  |  |  |  |  |  |  |  |  |  |  |
|  |                             |  |  |  |  |  |  |  |  |  |  |  |  |  |  |  |
|  |                             |  |  |  |  |  |  |  |  |  |  |  |  |  |  |  |
|  | 29. Jane Smith              |  |  |  |  |  |  |  |  |  |  |  |  |  |  |  |
|  |                             |  |  |  |  |  |  |  |  |  |  |  |  |  |  |  |
|  |                             |  |  |  |  |  |  |  |  |  |  |  |  |  |  |  |
|  | 7. Keturah Cleland          |  |  |  |  |  |  |  |  |  |  |  |  |  |  |  |
|  |                             |  |  |  |  |  |  |  |  |  |  |  |  |  |  |  |
|  |                             |  |  |  |  |  |  |  |  |  |  |  |  |  |  |  |
|  | 30. Elijah Richards         |  |  |  |  |  |  |  |  |  |  |  |  |  |  |  |
|  |                             |  |  |  |  |  |  |  |  |  |  |  |  |  |  |  |
|  |                             |  |  |  |  |  |  |  |  |  |  |  |  |  |  |  |
|  | 15. Elizabeth Richards      |  |  |  |  |  |  |  |  |  |  |  |  |  |  |  |
|  |                             |  |  |  |  |  |  |  |  |  |  |  |  |  |  |  |
|  |                             |  |  |  |  |  |  |  |  |  |  |  |  |  |  |  |
|  | 31. Elizabeth (Betsey) Ward |  |  |  |  |  |  |  |  |  |  |  |  |  |  |  |
|  |                             |  |  |  |  |  |  |  |  |  |  |  |  |  |  |  |
|  |                             |  |  |  |  |  |  |  |  |  |  |  |  |  |  |  |

## Ler também
- Tapp, Hambleton (1972). «James Proctor Knott and the Duluth Speech». The Register of the Kentucky Historical Society. 70: 77–93

## Fonte da tradução
- Este artigo foi inicialmente traduzido, total ou parcialmente, do artigo da Wikipédia em inglês cujo título é «J. Proctor Knott».